# Пабіно 11
Пабіно 11 (англ. Pabineau 11) — індіанська резервація в Канаді, у провінції Нью-Брансвік, у межах графства Глостер.

## Населення
За даними перепису 2016 року, індіанська резервація нараховувала 134 особи, показавши скорочення на 5,0%, порівняно з 2011-м роком. Середня густина населення становила 27,2 осіб/км².
З офіційних мов обидвома одночасно володіли 40 жителів, тільки англійською — 95. Усього 5 осіб вважали рідною мовою не одну з офіційних, з них усі — одну з корінних мов.
Працездатне населення становило 76,2% усього населення, рівень безробіття — 31,2%.

## Клімат
Середня річна температура становить 4,1°C, середня максимальна – 22,9°C, а середня мінімальна – -18°C. Середня річна кількість опадів – 1 062 мм.
| Клімат поселення                              | Клімат поселення | Клімат поселення | Клімат поселення | Клімат поселення | Клімат поселення | Клімат поселення | Клімат поселення | Клімат поселення | Клімат поселення | Клімат поселення | Клімат поселення | Клімат поселення | Клімат поселення |
| Показник                                      | Січ.             | Лют.             | Бер.             | Квіт.            | Трав.            | Черв.            | Лип.             | Серп.            | Вер.             | Жовт.            | Лист.            | Груд.            |                  |
| Середній максимум, °C                         | −5,04            | −3,6             | 2,08             | 8,55             | 15,62            | 21,51            | 22,85            | 21,88            | 16,78            | 10,76            | 4,64             | −3,25            |                  |
| Середня температура, °C                       | −11,51           | −10,1            | −4,41            | 2,06             | 9,13             | 15,01            | 18,68            | 17,72            | 12,60            | 6,59             | 0,47             | −7,42            |                  |
| Середній мінімум, °C                          | −18,02           | −16,6            | −10,9            | −4,45            | 2,63             | 8,52             | 14,50            | 13,53            | 8,44             | 2,41             | −3,71            | −11,6            |                  |
| Норма опадів, мм                              | 89               | 66               | 82               | 80               | 88               | 83               | 98               | 100              | 78               | 100              | 97               | 101              |                  |
| Середньомісячна швидкість вітру, м/с          | 4.44             | 4.36             | 4.37             | 4.17             | 3.86             | 3.48             | 3.14             | 3.16             | 3.46             | 3.92             | 4.14             | 4.36             |                  |
| Середньомісячна сонячна радіація, кДж/м²·день | 5087             | 8544             | 12373            | 15540            | 18330            | 20235            | 19631            | 17276            | 12681            | 7865             | 4701             | 3795             |                  |
| --------------------------------------------- | ---------------- | ---------------- | ---------------- | ---------------- | ---------------- | ---------------- | ---------------- | ---------------- | ---------------- | ---------------- | ---------------- | ---------------- | ---------------- |
| Джерело:                                      |                  |                  |                  |                  |                  |                  |                  |                  |                  |                  |                  |                  |                  |